# Contea di Plantagenet
La contea di Plantagenet è una delle undici Local Government Areas che si trovano nella regione di Great Southern, in Australia Occidentale. Essa si estende su di una superficie di circa 4.792 chilometri quadrati ed ha una popolazione di 4.484 abitanti.